# Dactylen
De Dactylen of Idaeïsche Dactylen (Oudgrieks: Ἰδαῖοι Δάκτυλοι, Idaioi Daktuloi) zijn een groep goden of demonen uit de oud-Griekse religie en mythologie, waarin ze echter geen grote rol speelden. Ze werden voorgesteld als magiërs, uitvinders van het ijzer en metaalbewerkers. Ze woonden en werkten in de Frygische bergen, maar volgens sommigen was het Kreta. In de oud-Griekse bronnen worden verschillende genealogieën en aantallen van de Dactylen gegeven. De oudste van hen waren Kelmis en Damnameneus.

## Mythologie
Over het ontstaan van de Dactylen lopen de Griekse bronnen erg uiteen. Deels komt dat omdat de Dactylen soms gelijkgesteld werden met de Korybanten, Cureten, Cabeiren en Telchines. Zeus gaf bijvoorbeeld zijn voedsters opdracht om grond van de berg Ida te halen en weer terug te werpen, waardoor de Dactylen ontstonden. Andere vermelde ouders zijn de godin Rhea, de Kretenzische nimf Anchiale, en de mensen Ida en Dactylus. Een aantal bronnen noemt Gaia als de moeder, door verwarring met de Cureten.
De Dactylen wonen en werken in de Frygische bergen. Ze stonden met name bekend als magiërs, mijnwerkers en smeden. Phoroneus van Argolis was volgens de overlevering een van de eerste mensen en tevens de uitvinder van het vuur en is de sleutelfiguur in de oudste bron waarin de Dactylen worden genoemd, de Phoronis (6e eeuw v.Chr.). Dit is het nationale epos van de streek Argolis. De stad Argos was een vroeg en gereputeerd centrum voor ijzersmeedkunst. Van het epos resteren slechts enkele fragmenten, maar Phoronis fragment 2 luidt: "... waar de tovenaars van Ida, Frygische mannen, leefden in hun bergwoningen: Kelmis, de grote Damnameneus en de machtige Akmon, ingenieuze dienaars van Adrasteia van de bergen, die als eerste, door de kunst van de wijze Hephaistos, donker ijzer ontdekten in de nauwe bergdalen, en het naar het vuur brachten en hun bijzondere prestatie bekend maakten." Waarschijnlijk gaf Phoroneus het vuur aan de Dactylen. Ze ontdekten in de bergen het ijzer en - dankzij het vuur - de ijzersmeedkunst. Hiermee onderstreepte Argos wellicht haar belang in de ontwikkeling van de ijzersmeedkunst. Ook in andere bronnen worden ze de ontdekkers van ijzer genoemd.
Volgens Diodorus Siculus hielden ze zich onder andere bezig met toverspreuken en initiatierituelen. Nog in zijn tijd (ca. 90 v.Chr. – ca. 30 v.Chr.) maakten vrouwen amuletten in naam van de Dactyl Heracles (niet te verwarren met de held Heracles). Damnameneus, een van de Dactylen, verschijnt in de klassieke oudheid in onder andere Griekse magische papyri. Soms is zijn naam weinig meer dan een betekenisloos toverwoord, zoals in de Ephesia grammata, en soms is hij een wezen dat wordt aangeroepen. Volgens Pherecydes van Athene kwamen vijf mannelijke Dactylen voort uit de linkerhand, en vijf vrouwelijke uit de rechterhand. De mannen gebruikten (sinistere) toverspreuken om anderen te betoveren, terwijl de vrouwen spreuken gebruikten om magie op te heffen en een beschermende functie hadden. In de Phoronis blijken de Dactylen volgelingen te zijn van Adrasteia ('onontkoombaar'), een godin die later assimileerde met Nemesis, godin van de wraak. De mannelijke Dactylen hadden dus sinistere connotaties. Damnameneus ('bedwinger') in het bijzonder werd vanaf de hellenistische tijd geassocieerd met de onderwereld. Men geloofde dat hij in spreuken kon worden gebruikt om de levenden en de doden (necromantie) te vervloeken of te dwingen tot iets.
Sommige bronnen stellen dat de Dactylen Frygië verlieten. Vanuit Frygië zouden ze muziek naar Griekenland hebben gebracht. Ze waren met name verantwoordelijk voor de invoering van het dactylische metrum. Volgens Clemens van Alexandrië vonden ze de ijzersmeedkunst uit op Cyprus, een afwijkende traditie. Volgens Diodorus Siculus emigreerden ze samen met Mygdon naar Kreta. Daar waren ze de eerste bewoners. Tijdens hun verblijf op het eiland Samothrake brachten ze hun geheime kennis over aan hun leerling Orpheus, die vervolgens de eerste mysteriecultus stichtte. Ze ontdekten het vuur, koper en ijzer, dat ze leerden bewerken op de Kretenzische berg Berecynthus. Tot slot voerden zij, met name Heracles, de Olympische Spelen in.
Men stelde Dactylen soms gelijk met Coribanten, Cureten, Cabeiren en Telchines, of men beschouwde hen als één familie. Volgens een aantal bronnen waren de Dactylen de ouders van de Cureten, Cabeiri en Corybantes. De vermelding van Samothrake als woonplaats van de Dactylen komt bijvoorbeeld door verwarring met de Cabeiren.
Ovidius vermeldt kort dat Kelmis (Celmis) eens de bewaker was van Zeus (verwarring met de Cureten) en dat hij later in staal was veranderd.
Mogelijk werden de Dactylen voorgesteld als dwergen. Pausanias vermeldt als enige bron dat de Dactylen dwergen waren, maar de associatie tussen smeden en dwergen was wijdverbreid. Zo werden ook de Cabeiren, die lijken op de Dactylen, als dwergen gezien.
Ondanks het verband tussen Phoroneus uit Argolis en de Dactylen is in Argolis geen cultus bekend die aan hen was gewijd. Een klein standbeeld van Herakles stond in Megalopolis, maar de Dactylen hadden waarschijnlijk geen wijdverbreide cultus.

## Naamgeving
Idaeïsch is verschillend verklaard. De naam kan volgens Griekse bronnen verwijzen naar de berg Ida op Kreta of de berg Ida in Frygië waar ze werden geboren. De Phoronis spreekt van 'Frygische mannen'. De vermelding van hun vader Dactylus komt uit een werk getiteld Over Azië (dat betekent Klein-Azië). De berg Ida is dus waarschijnlijk de Frygische. Volgens andere bronnen kan het echter gaan om de nimf Ida, moeder van de Dactylen. Een laatste verklaring is dat Idaeïsch verband houdt met de voedsters (idías) van Zeus die verantwoordelijk waren voor de creatie van de Dactylen.
Dactyl betekent 'vinger'. In de oudheid werd over deze naamgeving gespeculeerd. Naast een moeder Ida zouden ze een vader Dactylus hebben. Sommige bronnen verklaren de naam omdat er evenveel Dactylen waren als vingers aan respectievelijk één of aan twee handen. Andere bronnen stellen dat de Dactylen op de berg Ida de godin Rhea ontmoetten en haar vingers aanraakten, alles voor haar deden, en 'vingers' hier betekenen dat ze goede handwerklieden waren. Een derde verklaring is dat de nimf Anchiale door pijnen bij de bevalling in het stof greep en zo de Dactylen in haar handen kreeg, of dat Rhea bij de bevalling de berg aanraakte, waardoor de Dactylen werden geboren.
Individuele Dactylen zijn soms bij naam bekend. De meeste bronnen vermelden in dit verband Kelmis en Damnameneus, maar over andere namen verschillen ze. De Phoronis geeft Kelmis, Damnameneus en Akmon. Kelmis is afgeleid van kelmes ('hitte') of skellomai ('hard maken'). Dit verwijst naar het ijzer dat wordt gesmeed. Damnameneus betekent zoiets als 'bedwinger', wat duidt op de hamer. Akmon betekent 'aambeeld'. In een aantal bronnen komen andere namen voor, zoals Titias en Cyllenus in de Argonautica, maar het is onzeker of dit oorspronkelijke Idaeïsche Dactylen waren.
|                        | Kelmis      | Damnameneus | Akmon | Delas | Herakles | Titias | Cyllenus | Totale aantal |
| ---------------------- | ----------- | ----------- | ----- | ----- | -------- | ------ | -------- | ------------- |
| Phoronis               | x           | x           | x     |       |          |        |          | 3             |
| Clemens van Alexandrië | x           | x           |       | x     |          |        |          | 3             |
| Sophocles              | x (Skelmis) |             |       |       |          |        |          | 10            |
| Pherecydes van Athene  |             |             |       |       |          |        |          | 52            |
| Diodorus Siculus       |             |             |       |       | x        |        |          | 100 en 10     |
| Pausanias              |             |             |       |       | x        |        |          | niet vermeld  |
| Strabo                 | x           | x           | x     |       | x        |        |          | niet vermeld  |
| Apollonius van Rhodos  |             |             |       |       |          | x      | x        | niet vermeld  |
| Callimachus            | x (Skelmis) |             |       |       |          |        |          | niet vermeld  |

## Toelichtingen
1. ↑  Pausanias 2.19.5.
2. ↑  Vertaald uit de Engelse editie van C.K. Tsangalis, 2017, blz. 403: "… where the sorcerers of Ida, Phrygian men, lived in their mountain homes: Kelmis and great Damnameneus and mighty Akmon, ingenious servants of Adrasteia of the mountains, who first discovered, by the craft of wise Hephaistos, dark iron in the mountain glens, and brought it to the fire, and made known their distinguished accomplishment."
3. ↑  5.64.
4. ↑  FGrH 3 F 47.
5. ↑  Plut. de Mus. 5 ; Diomedes, p. 474, ed. Putsch; Clem. Alex. Strom. i. p. 360.
6. 1 2  Diodorus Siculus 5.64; Strabo, Geographika 8. 3. 30; Pausanias, Beschrijving van Griekenland 5. 7. 6 - 10, 5. 13. 8 & 8. 2. 2; Suda lemma Allos houtos Herakles.
7. ↑  Diodorus Siculus 5.65.1; Strabo 10.3.23.
8. ↑  Strabo noemt de verwarring in Geographika, 10. 3. 7.
9. ↑  Diodorus Siculus 5.65.1; Strabo 10.3.23; Scholium ad Arat. 33; Serv. ad Virg. Georg. iv. 153.
10. ↑  Diod. v. 64; comp. Arnob. adv. Gent.iii. 41.
11. ↑  Ovidius, Metamorfosen 4. 281.
12. ↑  8.31.3, waar Pausanias als bron Onomacritus citeert.
13. ↑  Pausanias, 8.31.3.
14. 1 2  Mnaseas, Over Azië (fr. 30 Cappelletto).
15. ↑  Scholium bij Pausanias 5.7.6 (p. 148 Spiro) en EM 465.32–3 (Gaisford).
16. ↑  Hellan. fr. 89 EGM.
17. ↑  Polydeukes 2.156 (I 131.11–13 Bethe).
18. ↑  Apollonius van Rhodos, Argonautica, 1.1129–31; Stesimbrotus, scholium bij Apollonius' Argonautica (FGrHist 107 F12b); Varro Atacinus, Argonautica, 1.3.1–3 (FPL p. 233); Nonnus, Dionysiaca, 14.24–6.
19. ↑  Diomedes Grammaticus, Ars grammatica, 1.478.21–5 (GL).
20. ↑  Strom. 1.16.75.
21. ↑  Κωφοὶ Σάτυροι fr. *366 TrGF.
22. ↑  Fr. 47 EGM.
23. ↑  5.64.3.
24. ↑  10.3.22.
25. ↑  Fragment 105 (in Eusebius Praep. Ev. 3.8).

## Secundaire bronnen
- Blakely, S. 'Pherekydes’ Daktyloi. Ritual, technology, and the Presocratic perspective.' In: Kernos, 20 (2007).
- Faraone, C.A. 'A Greek Magical Gemstone from the Black Sea. Amulet or Miniature Handbook?' In: Kernos, 23 (2010).
- Polt, C.B. 'The Origin of the Idaean Dactyls (Apollonius Argonautica 1.1129–31).' In: Classical Philology, 108, 4 (oktober 2013), blz. 339-346.
- Tsagalis, C. Early Greek Epic Fragments I. Antiquarian and Genealogical Epic. Berlijn: Walter de Gruyter, 2017, blz. 403-432.